# Psycho Killer
Psycho Killer è un singolo dei Talking Heads pubblicato nel 1977, tratto dal loro primo album Talking Heads: 77.
È stato scritto da David Byrne, Chris Frantz e Tina Weymouth.
Il caratteristico singolo di debutto della band contiene un testo che sembra rappresentare il punto di vista di un serial killer psicopatico, tanto che alcuni hanno ipotizzato che possa intendersi come una sorta di citazione dell'Anthony Perkins-Norman Bates di Psyco. Originariamente scritta ed eseguita come una ballata, evolvendosi Psycho Killer divenne quella che AllMusic definisce "una canzone ingannevolmente funky new wave/no wave [...] con un ritmo incalzante, ed una delle più memorabili linee di basso di tutto il rock & roll".
Psycho Killer fu l'unica canzone tratta dall'album ad apparire nella classifica Billboard Hot 100, raggiungendo la posizione numero 92. Inoltre, nel 1977 si piazzò all'undicesimo posto nei Paesi Bassi.

## Il brano

### Testo
Caratteristica peculiare del brano è data dal testo bilingue. In particolare, le strofe in cui il killer psicopatico illustra gli stati d'animo che lo inducono all'omicidio è cantata in inglese, mentre il ritornello («Psycho Killer/Qu'est-ce que c'est...») è in francese; anche la strofa finale è bilingue («Ce que j'ai fait, ce soir-là» / «Ce qu'elle a dit, ce soir-là»... «We are vain and we are blind» / «I hate people when they're not polite»).

### Versioni successive
Una versione live del brano è inclusa nell'album The Name of This Band Is Talking Heads del 1982, mentre quando lo stesso album venne commercializzato su CD includeva anche una seconda versione live ricavata dal tour "Remain in Light".  Nel 1984, un'altra versione dal vivo era inclusa nella colonna sonora del film diretto da Jonathan Demme Stop Making Sense. Il film si apre con David Byrne che, solo sul palco, annuncia: «Hi. I've got a tape I want to play» («Ciao, ho un nastro che voglio suonare»), quindi canta la canzone accompagnandosi con una chitarra acustica ed utilizzando una drum machine Roland TR-808 come base ritmica.
La canzone è presente anche nelle compilation Sand in the Vaseline: Popular Favorites del 1992 e The Best of Talking Heads del 2004.

## Video musicale
Per festeggiare il 50° anniversario del loro primo concerto è stato pubblicato il video ufficiale diretto da Mike Mills ed è stato reso disponibile il 5 giugno 2025 attraverso il canale YouTube del gruppo con la partecipazione dell'attrice Saoirse Ronan.

## Cover
Molti artisti hanno realizzato una cover di Psycho Killer, tra cui Brand New, Velvet Revolver, Cage the Elephant, Local H, Phish, Richard Thompson, Marco Mengoni, The Faint, Duran Duran e The Fools. Nel 2017 Selena Gomez ha pubblicato Bad Liar, singolo la cui base è un riarrangiamento di Psycho Killer; David Byrne in persona ha elogiato il singolo. Nel 2024 Miley Cyrus ha pubblicato come singolo una cover del brano contenuto nel tribute album Everyone's Getting Involved, prodotto da A24 per celebrare i 40 anni del film-concerto Stop Making Sense.